# Roberto Cortellini
Roberto Cortellini est un footballeur italien né le 19 mai 1982 à Brescia. Il joue au poste de défenseur.
Roberto Cortellini a disputé un total de 114 matchs en Serie B (deuxième division).

## Carrière
| Année               | Club         | Pays   | Matches | Buts |
| ------------------- | ------------ | ------ | ------- | ---- |
| 2001-2002           | Brescia      | Italie | 0       | 0    |
| 2002-2003           | AC Lumezzane | Italie | 20      | 0    |
| 2003-2004           | AC Lumezzane | Italie | 27      | 2    |
| 2004-2005           | Trévise FC   | Italie | 11      | 0    |
| 2005-2006           | Brescia      | Italie | 29      | 0    |
| 2006-2007           | Brescia      | Italie | 23      | 1    |
| 2007-2008           | AC Cesena    | Italie | 24      | 2    |
| sept. 2008-déc 2008 | AC Cesena    | Italie | 0       | 0    |
| janv. 2009-2009     | SPAL Ferrara | Italie | 11      | 1    |
| 2009-2010           | Modène FC    | Italie | 27      | 1    |
| jan. 2011-2011      | Feralpi Salò | Italie | 14      | 1    |